# Saint-Julien-sur-Calonne
Saint-Julien-sur-Calonne è un comune francese di 193 abitanti situato nel dipartimento del Calvados nella regione della Normandia.

## Società

### Evoluzione demografica
Abitanti censiti